# Имени Георгия Кирпы
Ста́нция и́мени Гео́ргия Ки́рпы — железнодорожная станция в Дарницком районе Киева. Прежнее название станции — Бортничи.

## История
По инициативе трудового коллектива Юго-Западной железной дороги в 2008 году станцию Бортничи столичной магистрали переименовали в честь Георгия Кирпы.
В ознаменование памяти известного железнодорожника, министра транспорта в 2002—2004 годах Г. Кирпы, генеральный директор Государственной администрации железнодорожного транспорта Украины Михаил Костюк и начальник Юго-Западной железной дороги Кривопишин, Алексей Мефодиевич посетили переименованную станцию и открыли мемориальную доску Георгию Кирпе.